# Leioproctus monticola
Leioproctus monticola là một loài Hymenoptera trong họ Colletidae. Loài này được Cockerell mô tả khoa học năm 1925.